# Kraśnik Łobeski
Kraśnik Łobeski est une localité polonaise de la gmina mixte de Węgorzyno située dans le powiat de Łobez en voïvodie de Poméranie-Occidentale. Elle se situe à environ 12 km au sud de Łobez et 67 km à l’est de la capitale régionale Szczecin. Sa population est de 113 habitants.

## Géographie

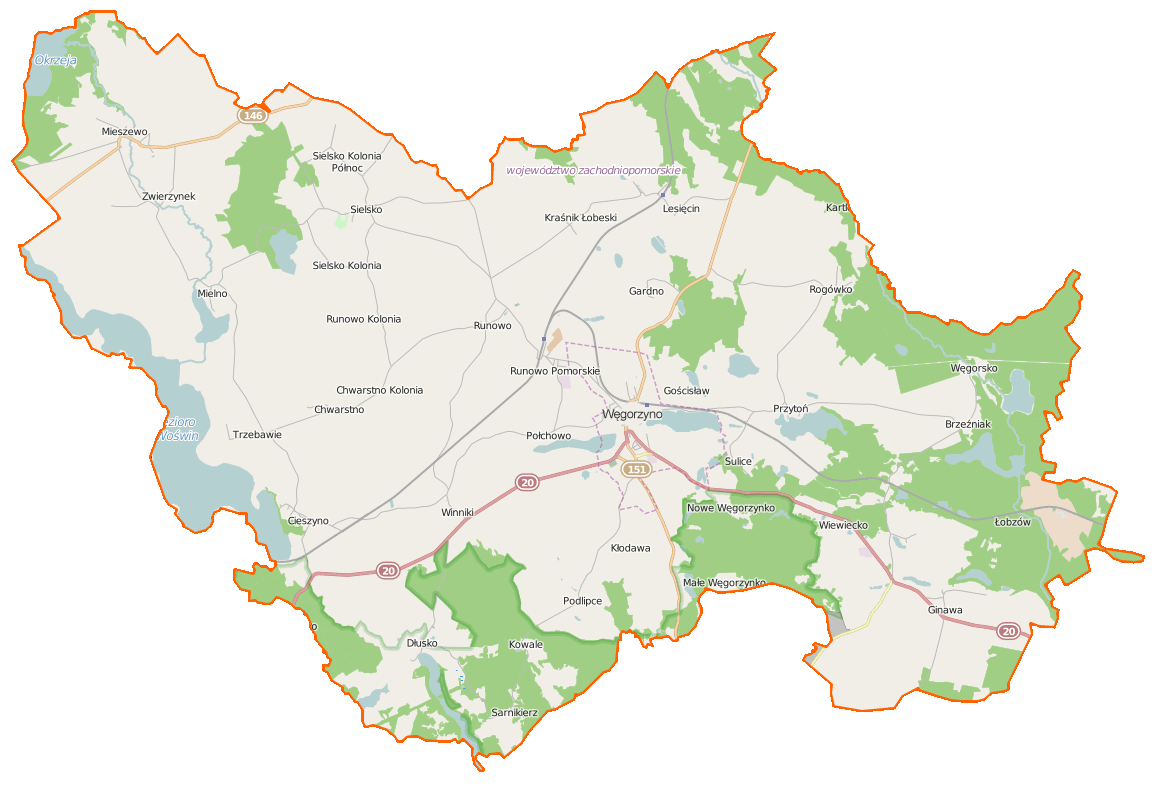
Carte de la gmina de Węgorzyno.